# نوروز در تاجیکستان

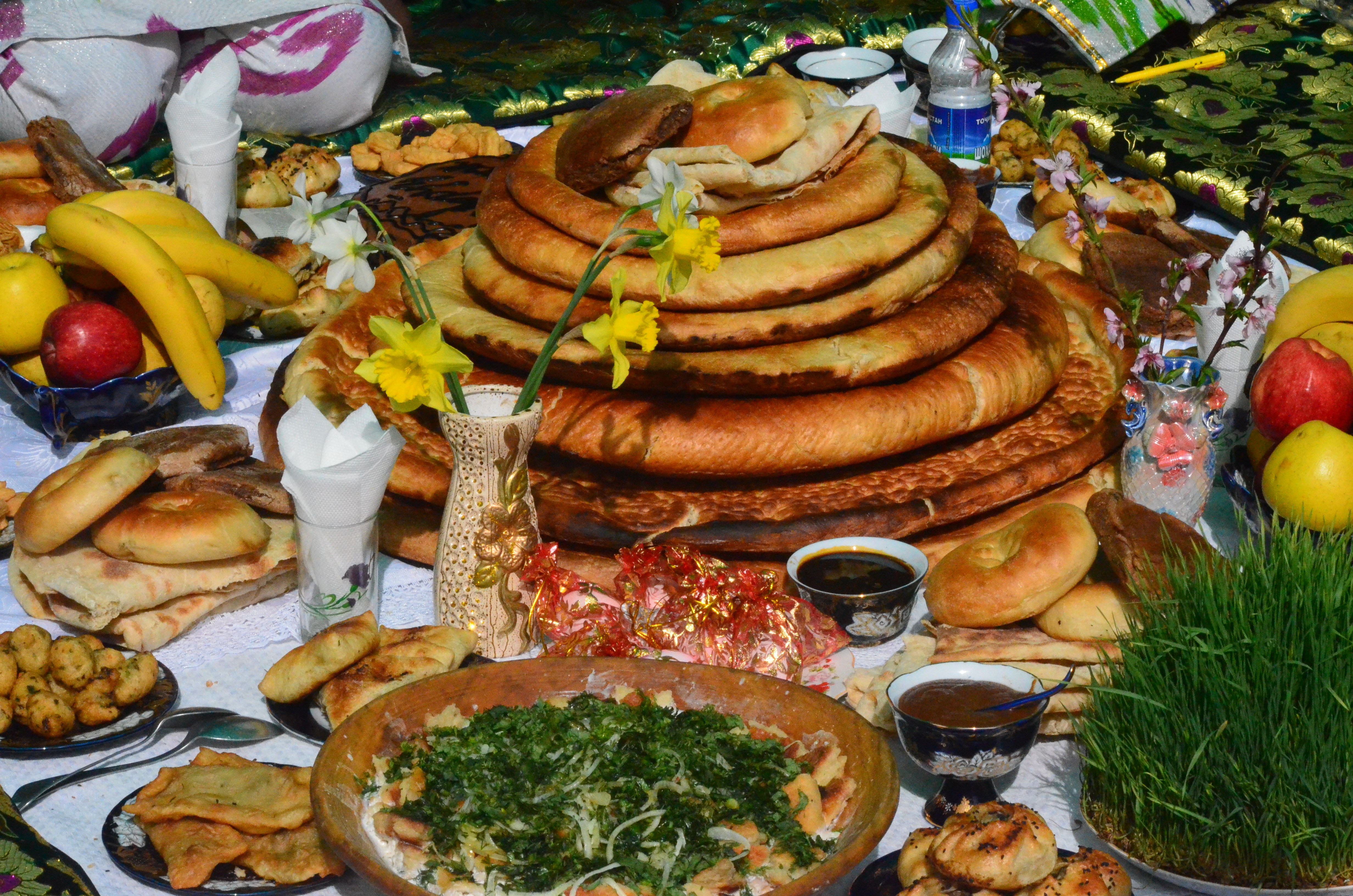
میز نوروز

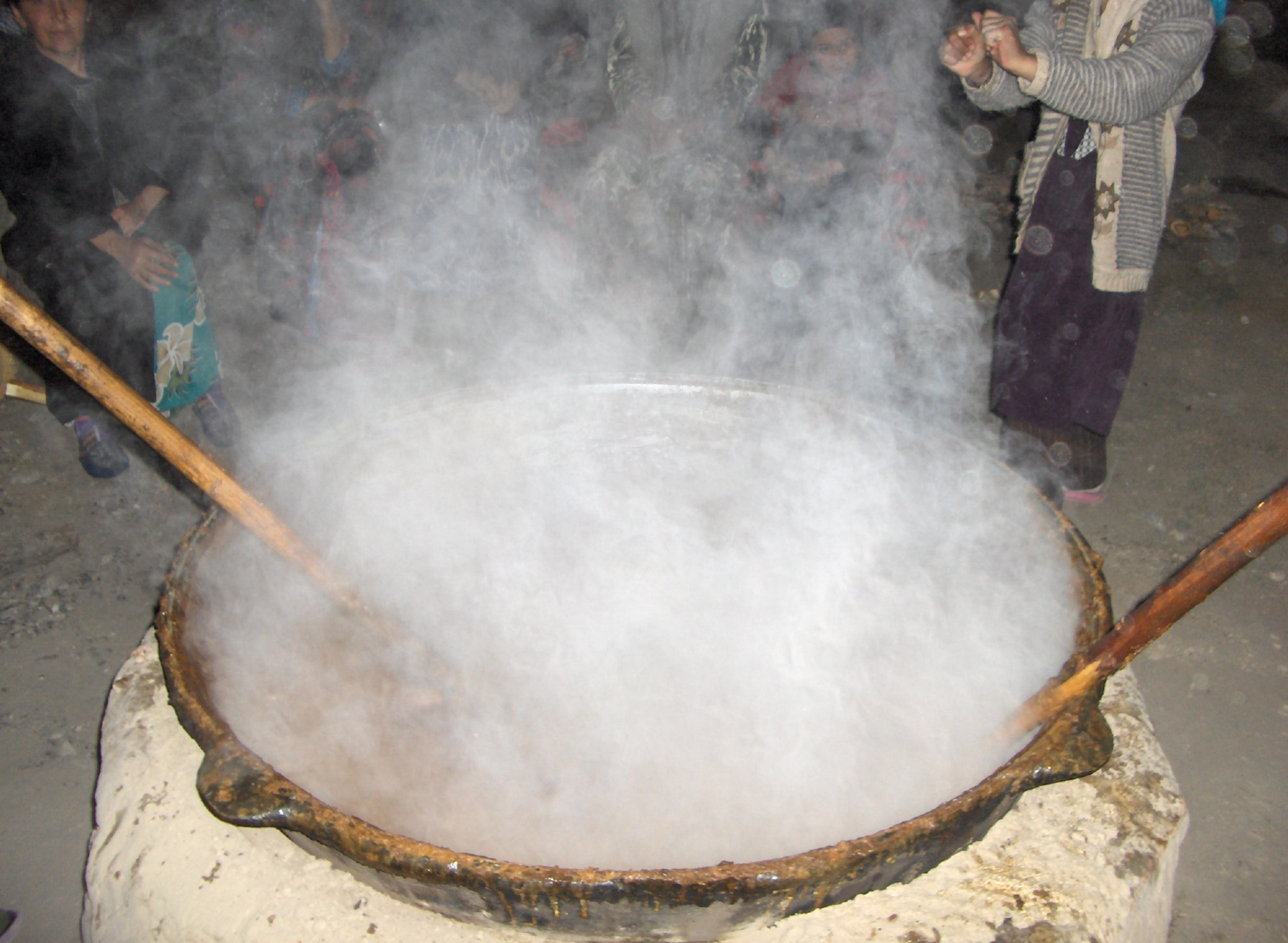
سومنک پزی (سمنو پزی)

جشن نوروز برای مردم تاجیکستان، به‌ویژه بدخشانیان، جشنی ملی و دیرینه است. تاجیک‌ها از نوروز به عنوان رمز دوستی و زنده شدن کل موجودات یاد می‌کنند. نوروز در این کشور به نام «خیدیر ایام»، یعنی جشن بزرگ، معروف است. تعدادی از مراسم این جشن در تاجیکستان با مراسم سنتی آن در ایران مشترک است، اما بعضی از این مراسم مختص مردم تاجیکستان است که به تعدادی از آن‌ها اشاره خواهد شد:

## مراسم‌های نوروز در تاجیکستان
- مراسم حوت: مردم به‌ویژه کشاورزان از گذشته مراسم خاصی پیش از نوروز داشتند یکی از این مراسم مراسم حوت نام دارد. حوت از نظر کشاورزان آخرین ماه سال بود و به همین دلیل به عنوان زمانی مناسب برای کشت و کار بهاری انتخاب می‌شده. در این مراسم مردم با فراهم کردن ملزومات جشن سه شب اول ماه حوت ار در مهمانی‌ها گرد هم می‌آمدند و در اطراف آتش به شنیدن موسیقی، رقصیدن یا بازی می‌پرداختند.
- مراسم گل گردانی :یکی دیگر از مراسم مهم وابسته به نوروز و کارهای کشاورزی «گل گردانی» نام دارد. مردم تاجیک از زمان‌های قدیم به مناسبت بیداری طبیعت و آغاز شکوفه‌دهی گل‌ها و درختان به گل گردانی می‌پرداختند. در گذشته وظیفه گل گردانی بر عهده بزرگسالان بود. اما این مراسم اکنون در اکثر محل‌ها توسط بچه‌ها و جوانان انجام می‌شود. گل گردان‌ها از دره و تپه و دامنهٔ کوه‌ها، گل چیده و اهل دهستان خود را از پایان یافتن زمستان و فرا رسیدن عروس سال و آغاز کشت و کار بهاری و آمدن نوروز مژده می‌دهند.
- بلبل خوانی: در این مراسم گل‌گردان‌ها در محل‌های دیگر گل‌ها را دسته دسته کرده یا در نوک چوبی بسته در کنار در خانه‌های اهل ده یا شهر در خاک فرو می‌کنند و سرودی با این مضمون می‌خواندند:

| گل آوردم از اون پایان |  | خبرت می‌کنم دهقان  |
| بته غله به گلگردان    |  | بهار نو مبارک باد |
| گله زردک ثنا می‌گه     |  | ثنای مصطفی می‌گه   |
| به هر پهلو خدا می‌گه   |  | بهار نو مبارک     |

جغرافیای مراسم گل گردانی خیلی وسیع است. در دهکده‌ها و شهرهای ایران نیز ۱۵ تا ۲۰ روز پیش از نوروز گردش کرده و از آمدن بهار به مردم مژده می‌رسانند و انعام می‌گیرند. در بعضی از دهات مازندران مردم در آغاز جشن در تکاپوی خانه تکانی و ترتیب دادن کوچه‌های شهر و دیه مشغول می‌گردند و دسته‌ها و گروه‌های مختلف جوانان گردش کرده مانند گل گردان‌های تاجیک ترانه و سرود و شعر می‌خوانند. صاحبان خانه نیز به آن‌ها انعام می‌دهند. این گونه ترانه‌های ایرانی شباهت‌هایی به ترانه‌های تاجیکی دارد. در دماوند ایران نیز گل گردان‌ها مانند گل گردان‌های تاجیک خانه به خانه گردش کرده و ترانه می‌خوانند.
- مراسم جفت براران: یکی دیگر از مراسمی که در گذشته پیش از کاشت و کار کشاورزان و چند روز قبل از نوروز با آرزوی پر برکت شدن محصولات برگزار می‌شود، مراسم «جفت براران» است. جفت براران در اکثر محل‌ها در اواخر ماه حوت تشکیل می‌شود. در این مراسم همهٔ اهل خانواده شرکت می‌کنند. کشاورزان نیز پلو، نان فطیر یا غذای مربوط به مراسم را تهیه کرده و ۱۵ تا ۲۰ نفر از کهنسالان را دعوت می‌کردند و بعد از غذا نیز این عبارات را می‌گفتند: «مزید نعمت، زیاده دولت، برار کار، صحت و سلامتی خرد و کلان، رسد به بابای دهقان، خوش آمدید میهمانان»
- مراسم سومنک پزی (سمنو پزی): سومنک یا سمنو از غذاهای نوروزی است و در خانهٔ کشاورزان در طول روزهای نوروز وجود دارد. آن را به صورت گروهی و دسته جمعی تهیه می‌کنند و معمولاً در آخر ماه حوت در آغاز جشن نوروز پیرزنان تصمیم به انجام این کار می‌گیرند.[۳]
- پختن باجمردم تاجیکستان در نوروز كله پاچه گوسفند را با گندم می‌پزند و «باج» تهیه می‌کنند. آن‌ها این غذا را با دیگران شریک می‌شوند.[۴][۵]

## نوروز در تاجیکستان معاصر
نوروز در زمان شوروی در تاجیکستان با محدودیت‌هایی همراه بود اما با استقلال تاجیکستان پاسداشت نوروز، سال به سال بیشتر می‌شود و نوروز به عنوان نماد هویتی و فرهنگی تاجیکان شناخته می‌شود. حتی قرار است که نوروز آغاز سال رسمی شود و تقویم خورشیدی جای تقویم میلادی را در این کشور بگیرد. امامعلی رحمان در آستانهٔ نوروز ۱۳۹۰ چندین بار بر آغاز سال نو با نوروز تأکید کرد. این در حالی است که هنوز تحویل سال نو میلادی در دوشنبه رسمیت دارد.